# Železná (Bělá nad Radbuzou)

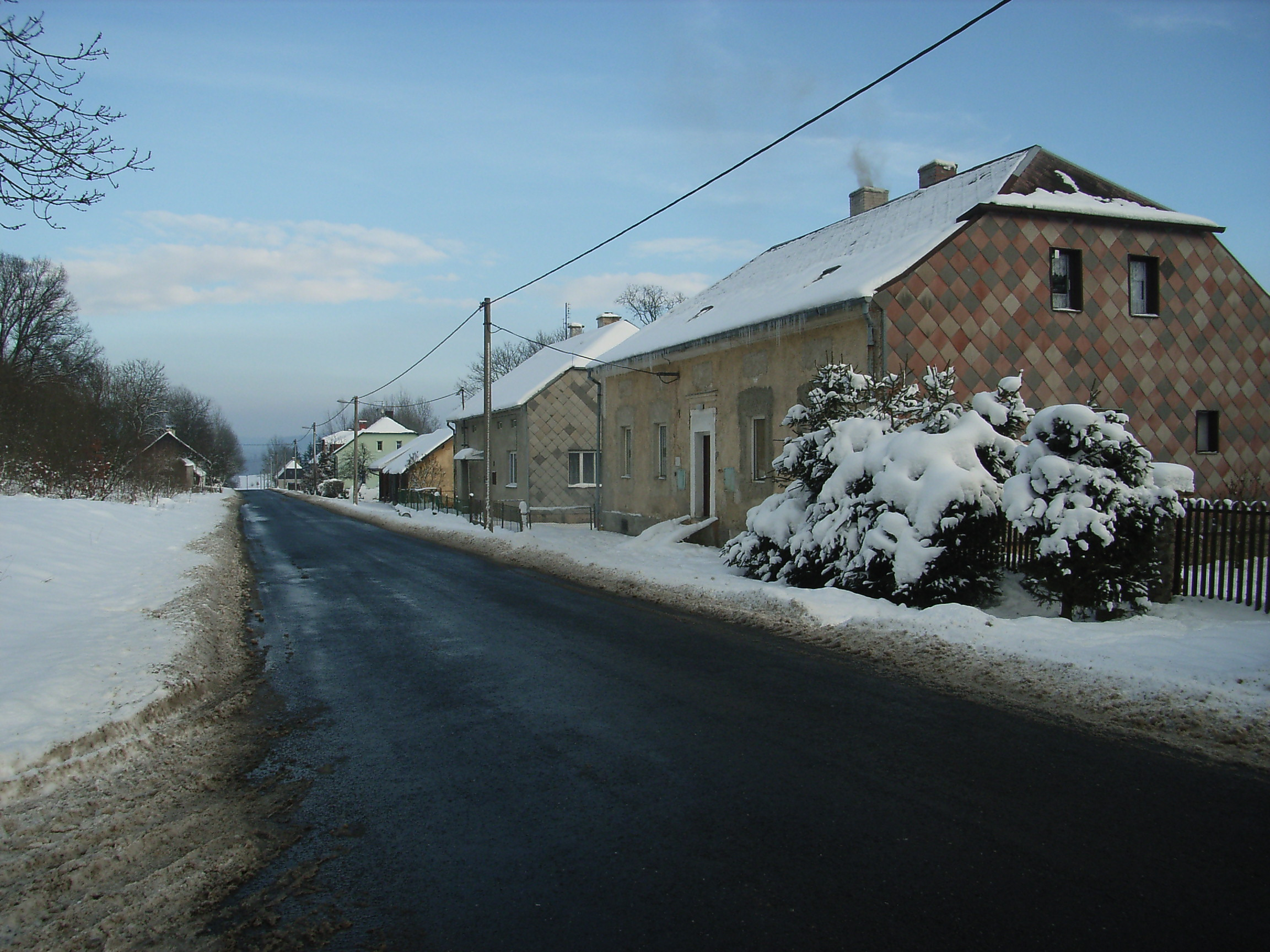
Železná (2013)

Železná (deutsch Eisendorf) ist ein Gemeindeteil von Bělá nad Radbuzou (deutsch Weißensulz) im westböhmischen Okres Domažlice in Tschechien.

## Geografische Lage

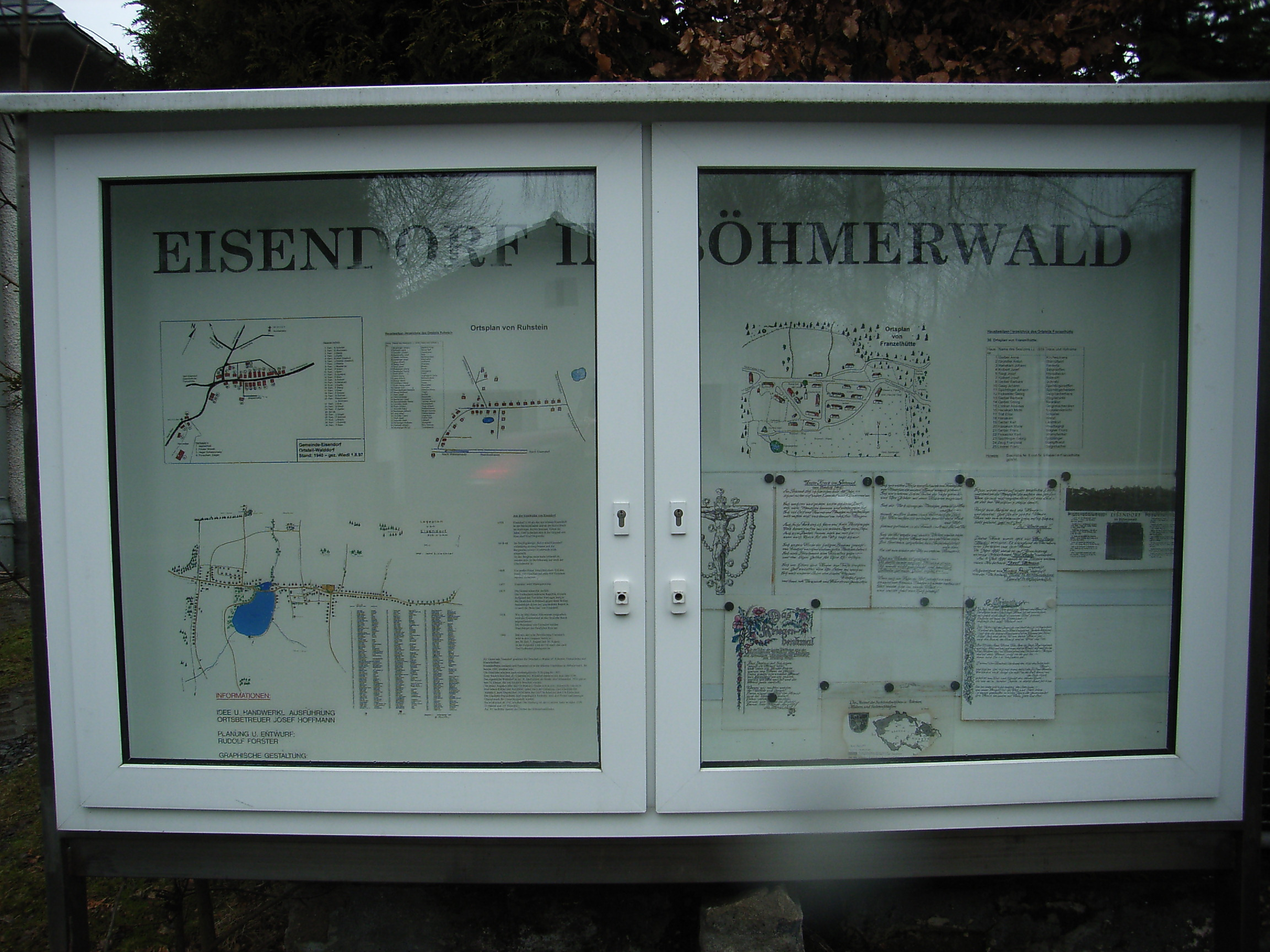
Eisendorf Informationstafel (2013)

Železná liegt direkt an der deutsch-tschechischen Grenze und bildet mit dem auf deutscher Seite liegenden Tillyschanz einen Grenzübergang. Die Staatsstraße 2155 kommt von Eslarn durch Tillyschanz, überquert die Grenze nach Tschechien und setzt sich dort fort als Straße Nr. 197, die durch Železná nach Bělá nad Radbuzou (deutsch: Weißensulz) führt. Von Lindau her kommt der Fahrbach (Farský potok). Er wird bei Železná zum 8 ha großen Mühlweiher (Železenský rybník) aufgestaut, den er durch das Fallloch verlässt. 2,5 km weiter nördlich mündet er in den Natschbach, der schließlich bei der Pfrentschwiese in die Pfreimd mündet, die dort noch „Katharinabach“ heißt.

## Geschichte

### 14. bis 18. Jahrhundert
Eisendorf entstand in der Mitte des 14. Jahrhunderts in Zusammenhang mit der Suche nach Eisenerz in dieser Gegend. 1548 wurde Eisendorf in einem Erbteilungsvertrag der Schwanenberger auf Pfraumberg erstmals urkundlich erwähnt. Um diese Zeit gründete der Schwanenberger Lehensritter Pergler von Perglas das untere Dorf und den Herrensitz.
Die Überfälle der Hussiten zwischen 1416 und 1436 zerstörten die Eisenindustrie im bayerischen Grenzland. Ab 1450 wurden wieder neue Hammerwerke gebaut und der Eisenabbau belebt.
Während des Dreißigjährigen Krieges fanden in der Umgebung von Eisendorf 1621 die Kämpfe zwischen
General Tilly und General Mansfeld statt. Im Verlauf der Gegenreformation nach der Schlacht am Weißen Berg am 8. November 1620 wurde der Eisendorfer Gutsherr verjagt und Eisendorf gelangte in den Besitz von Gutsherr Laminger von Albenreuth auf Heiligenkreuz, der katholisch geblieben war. Ende des 17. Jahrhunderts begannen sich Glashütten auszubreiten, deren Holzbedarf zu ausgedehnten Rodungen führte. 1769 kam Eisendorf durch Heirat in den Besitz des Adelsgeschlechtes Kotz von Dobrz.

### 19. bis Mitte 20. Jahrhundert
Ende des 19. Jahrhunderts zog mit der Einrichtung einer Post, der Einführung des Telegrafenverkehrs, der Gründung einer Raiffeisen Spar- und Darlehenskasse, einer Rindviehzuchtgenossenschaft und der Anschaffung von – damals noch handbetriebenen Dresch- und Häckselmaschinen die moderne Zeit ein. Als Verdienstmöglichkeiten für Frauen und Mädchen wurde die Spitzen- und Toledo-Näherei eingeführt und eine Nähschule gegründet. 1905 wurde Eisendorf Marktgemeinde. Seit 1927 hatte Eisendorf elektrischen Strom.
Ab 1929 gab es eine Autobusverbindung Eisendorf – Weißensulz – Waier – Ronsperg.
Anfang des 20. Jahrhunderts hatte Eisendorf sechs Gasthäuser, vier Fleischer, fünf Gemischtwarenhändler,
zwei Textil- und Kurzwarenhandlungen, zwei Walzmühlen, zwei Schuster, zwei Herrenschneider, eine Damenschneiderin, zwei Wagner, drei Huf- und Wagenschmiede, zwei Bau- und Möbeltischler, einen Sattler, einen Friseur, einen Uhrmacher, eine Krankenschwester und eine Hebamme. Die Volkszählung vom 1. Dezember 1930 berichtet für Eisendorf folgendes Ergebnis:
- Eisendorf: 174 Häuser, 1092 deutsche Einwohner, 35 Tschechen, 11 Ausländer
- Eisendorfhütte: 6 Häuser, 42 deutsche Einwohner
- Franzlhütte: 23 Häuser, 154 deutsche Einwohner, 3 Ausländer
- Ruhstein: 34 Häuser, 174 deutsche Einwohner
- Walddorf: 28 Häuser, 176 deutsche Einwohner

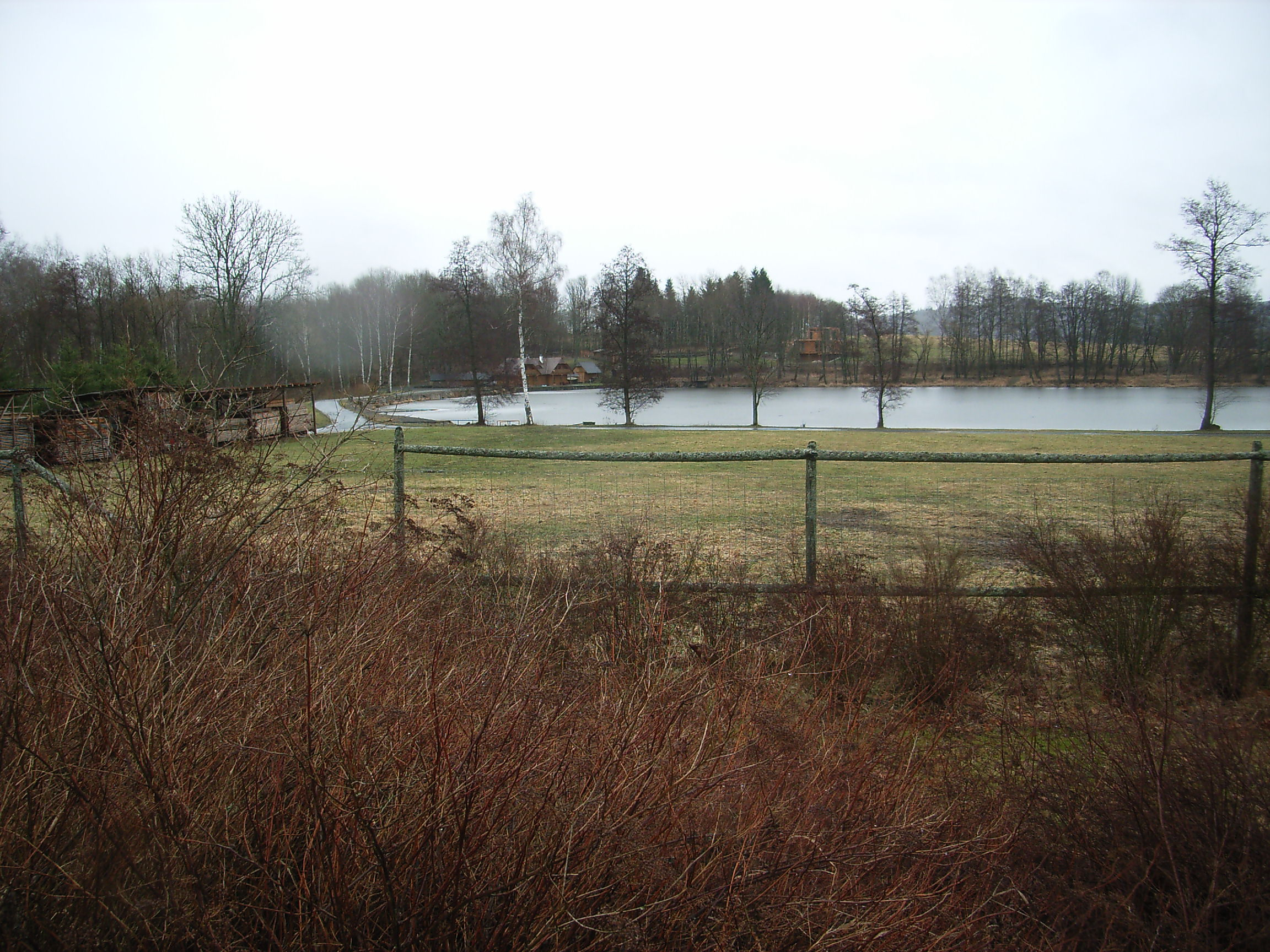
Eisendorf Mühlweiher (2013)

Nach dem Münchner Abkommen wurde Eisendorf dem Deutschen Reich zugeschlagen und gehörte bis 1945 zum Landkreis Bischofteinitz.

### Mitte 20. Jahrhundert bis Gegenwart
Heute (2013) sind von der ursprünglichen Ortschaft Eisendorf nur noch etwa 15 Häuser auf der Ostseite erhalten. Die gesamte Bebauung der Westseite der Ortschaft wurde in den 1960er Jahren beseitigt.
Die 1718 erbaute St. Barbara-Kirche wurde in den 1960er Jahren abgerissen und an ihrer Stelle eine Kaserne errichtet.
Am Nordwestufer des Mühlweihers, wo das Schloss früher stand, befindet sich jetzt ein kleiner Park mit einem Pavillon über Kellergewölben, die bei Grabungsarbeiten entdeckt wurden. Ende des 20. Jahrhunderts waren diese für die Öffentlichkeit zugänglich. Später wurde der Eingang wegen Baufälligkeit verschlossen. Um den Mühlweiher herum führt ein Spazierweg.
Am Grenzübergang befinden sich ein Duty Free Shop, ein Restaurant, ein Bistro, eine Tankstelle und mehrere von Vietnamesen betriebene Verkaufsstände.

### Untergegangene Ortsteile von Eisendorf

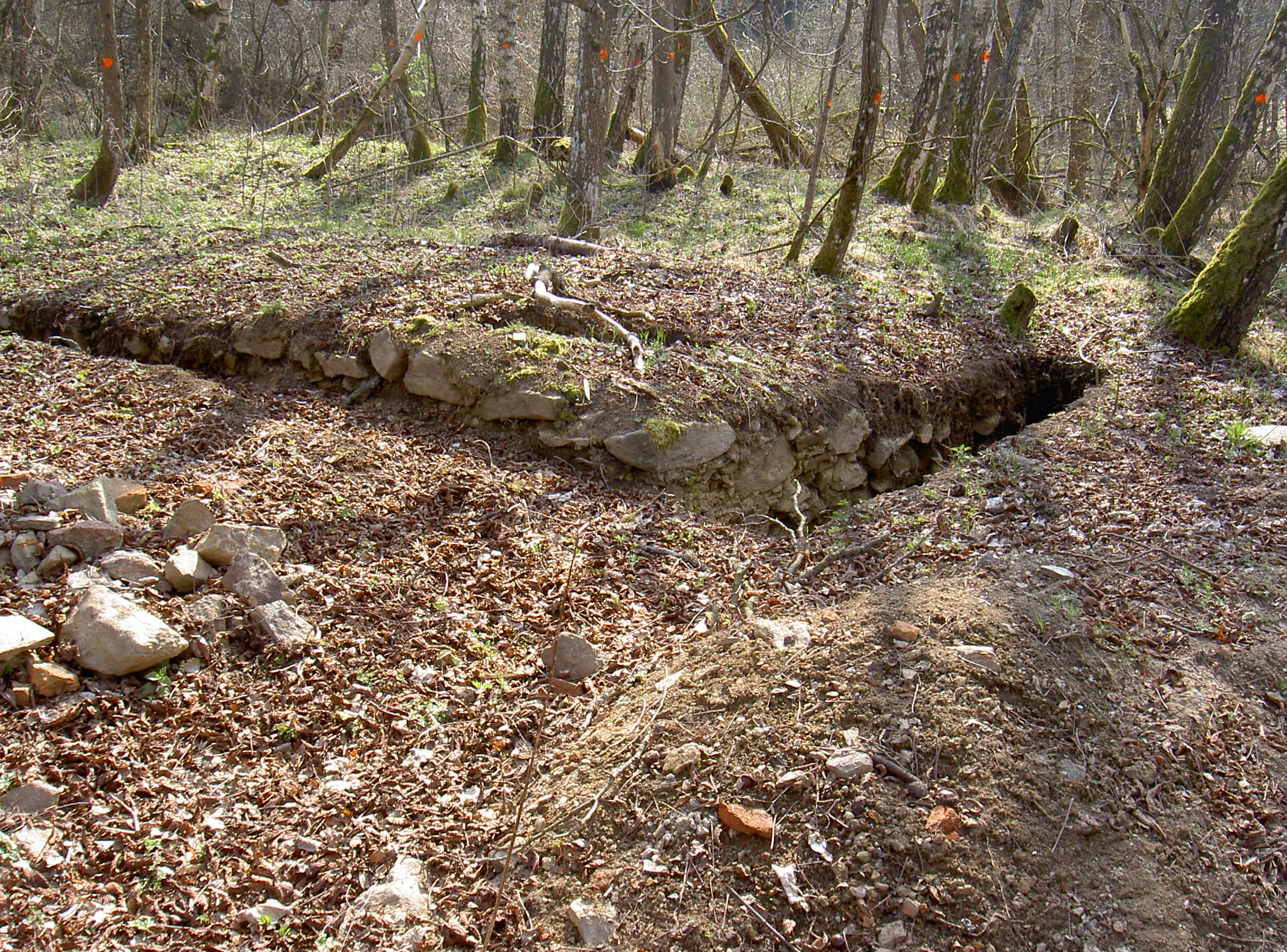
Eisendorfhütte

#### Eisendorfhütte
Zwei Kilometer südlich von Eisendorf lag Eisendorfhütte, wo 1591 die älteste Glashütte der Umgebung errichtet wurde, die bis 1900 bestand. Außerdem gab es in Eisendorfhütte eine Glasschleiferei, eine Gastwirtschaft, ein Försterhaus und Viehställe, die Baron Kotz nach Stilllegung der Glashütte baute, um die Wiesen zu nutzen, die durch den Holzeinschlag für die Glashütte entstanden waren.
Im Jahr 1900 bestand der Ort Eisendorfhütte aus 10 Häusern, in denen 46 Personen lebten.

#### Franzelhütte

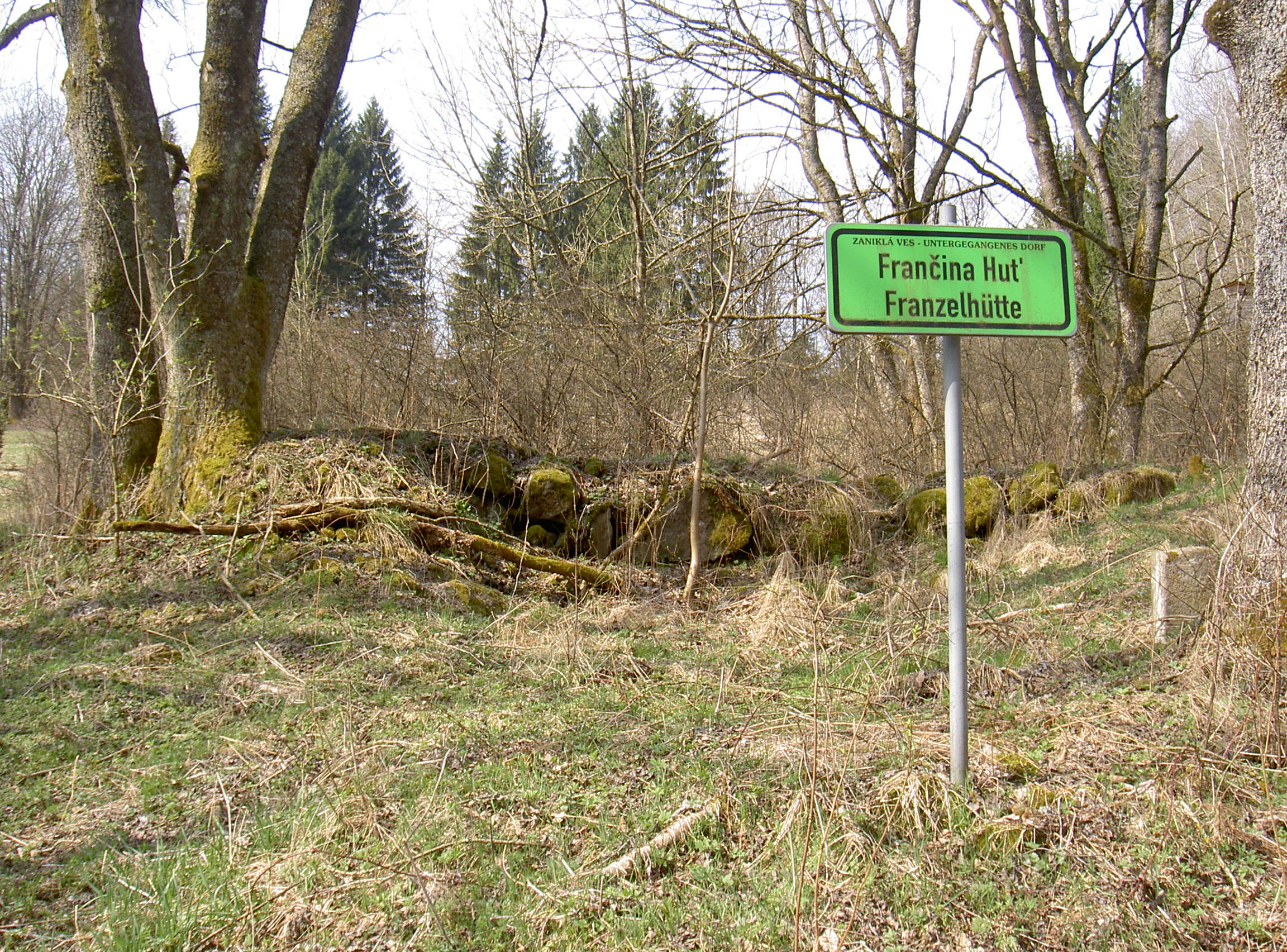
Franzelhütte

Drei Kilometer südlich von Eisendorf, direkt an der bayerischen Grenze lag Franzelhütte, wo 1741 durch Elias Zahn eine Glashütte gegründet wurde. Die Besitzerin war Franziska Zucker von Tamfeld, daher der Name Franzelhütte. Die Glashütte stellte Tafelglas, Perlen und Spiegel her. Im Jahr 1797 wurde die Glashütte stillgelegt.
Außerdem gab es in Franzelhütte eine Schule, Expositur von Eisendorf, einige Kleinbauern und eine Gastwirtschaft.
Im Jahr 1900 bestand der Ort Franzelhütte aus 18 Häusern, in denen 192 Personen lebten.

#### Ruhstein
Zwei Kilometer östlich von Eisendorf lag Ruhstein ungefähr 100 m höher als Eisendorf. Vor dem Ort liegt ein großer Granitblock, auf dem die Fußgänger, die von Eisendorf den Aufstieg nach Ruhstein bewältigt hatten, sich ausruhten – daher der Name Ruhstein. Zuerst wohnten in Ruhstein Holzhauer und Köhler. Dann, als 1696 in Walddorf die Glashütte in Betrieb ging, auch Glasmacher. In Ruhstein gab es eine Schule, die Expositur von Eisendorf war.
Im Jahr 1900 bestand der Ort Ruhstein aus 29 Häusern, in denen 202 Personen lebten.

#### Walddorf
Drei Kilometer südöstlich von Eisendorf lag Walddorf. Zuerst lebten Holzhauer und Köhler in Walddorf. Baron Kotz ließ hier an Stelle einer Jagdhütte ein hölzernes Jagdschloss bauen. 1669 wurde in Walddorf eine Glashütte gegründet. Nach 1800 wanderten die Glasmacher ab. Eine Dampfsäge wurde 1868 errichtet, die neue Arbeitsmöglichkeiten brachte. Allerdings wurde sie schon 1884 nach Tillyschanz verlegt. 1894 wurde ein Schulhaus gebaut und 1929 eine Wasserleitung.
Ein Brunnen mit einer Inschrift erinnert heute (2013) an die einstige Siedlung.
Im Jahr 1900 bestand der Ort Walddorf aus 24 Häusern, in denen 227 Personen lebten.

## Bildung
1925 wurde in Eisendorf ein Kindergarten eingerichtet, für den Peter Siegler sein Anwesen zur Verfügung stellte und dessen Bau Baron Kotz finanzierte. Die Kindergärtnerinnen waren Schwestern des heiligen Vinzenz. 1891 wurde in Eisendorf ein neues Schulgebäude gebaut. Es war eine vierklassige Volksschule mit ein bis zwei Parallelklassen.
1918 wurde die Erste Tschechoslowakische Republik gegründet. Tschechisch wurde Amtssprache. Infolgedessen wurde 1926 eine tschechische Minderheitsschule in Eisendorf eingerichtet. Es wurden einige Anstrengungen unternommen, auch die deutschen Kinder in diese tschechische Schule aufzunehmen, um ihnen die tschechische Sprache beizubringen. So wurden z. B. deutsche Beamte, die ihre Kinder nicht in die tschechische Volksschule schickten, versetzt.

## Religion
1631 gehörte Eisendorf zur Pfarrei Heiligenkreuz und hatte eine Notkirche. 1718 wurde eine gemauerte Kirche gebaut und der heiligen Barbara geweiht.
1909 bekam die Kirche eine neue Orgel. 1916 wurde die Kirche renoviert und bekam ein vierstimmiges Geläut. Die Kirche wurde in den 1960er Jahren abgerissen und an ihrer Stelle eine Kaserne errichtet.

## Wirtschaft
Haupterwerbsquelle war die Landwirtschaft. Bis 1880 gab es Verdienstmöglichkeiten durch Holzwirtschaft, Köhlerei, und Eisenerzbau.
Vor 1900 wurden Arbeiter auch in den Glashütten beschäftigt. Die Dampfsäge in Tillyschanz und das Sägewerk des Grafen Kolowrat in Dianaberg boten weitere Arbeitsplätze. Wer am Ort keine Arbeit fand, ging als Maurer oder Tagelöhner nach Nordböhmen, Sachsen und Bayern und brachte von dort seinen Lohn nach Hause. Auch der Schmuggel über die deutsch-tschechische Grenze bot ein gewisses Einkommen.
Ab 1880 war die Spitzennäherei für Frauen und Mädchen eine attraktive Verdienstmöglichkeit.

## Kultur und Sehenswürdigkeiten
In Železná endet der Jakobsweg von Prag nach Tillyschanz. Er kommt von der etwa fünf Kilometer östlich liegenden Karlova Huť her, über Walddorf und Ruhstein. Er ist mit I24 gekennzeichnet und heißt auf Tschechisch Svatojakubská cesta.
Der Jakobsweg wird in Tillyschanz fortgesetzt durch den Fränkischen Jakobsweg. Nächste Ortschaft ist Eslarn.

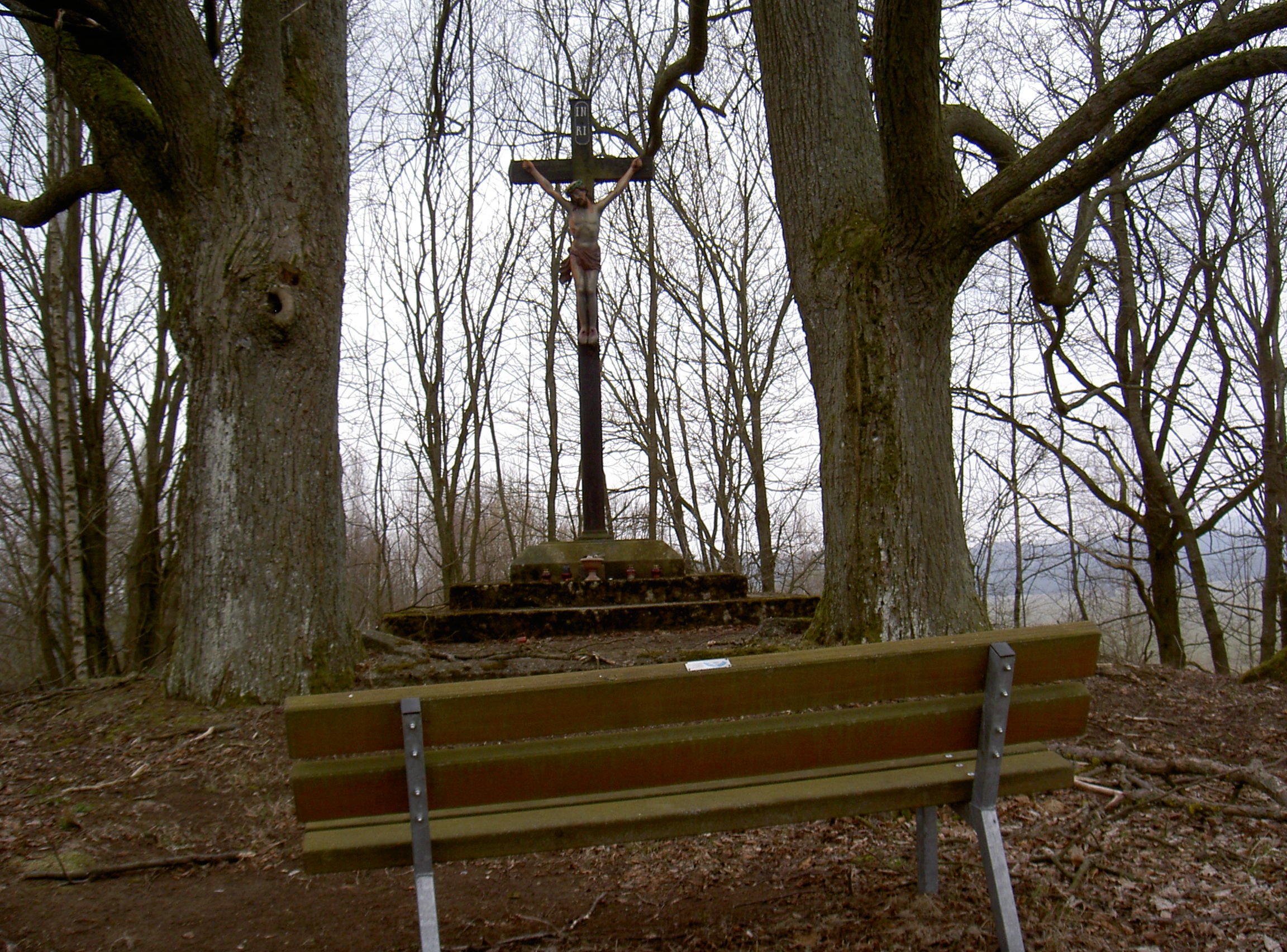
Eisendorf (Železná) Kreuzsteinock

Von der Dorfmitte aus in Richtung Norden führt ein Weg zwischen der ehemaligen Kaserne und großen Kuhställen auf den 546 Meter hohen Kreuzsteinock (Výhledy). Das ist ein kleiner Hügel mit einem Kreuz und einer Bank auf seinem Gipfel. Von hier aus hat man einen Ausblick nach Süden zum Plattenberg (Velký Zvon) und nach Norden bis Diana.